# کرباریل
کرباریل (به انگلیسی: Carbaryl) یک ترکیب شیمیایی است. شکل ظاهری این ترکیب، بلور بی‌رنگ است.